# Tansen (Nepal)
Tansen ist eine Stadt (Munizipalität) im südlichen Zentral-Nepal.
Die Stadt bildet das administrative Zentrum des Distrikts Palpa.
Tansen liegt in den Mahabharat-Bergen auf einer Höhe von 1324 m, 57 km Luftlinie südöstlich von Pokhara.
Die Fernstraße Siddhartha Rajmarg (H10) führt vom südlich gelegenen Butwal durch ein Gebirgstal nach Tansen.
Das Stadtgebiet umfasst 21,72 km².
Im 16. Jahrhundert war Tansen Hauptstadt des Magar-Königreiches Tanahun. Im 18. Jahrhundert wurde Tansen ein Newari Handelsort an der Straße von Pokhara nach Butwal, einem wichtigen Handelsweg zwischen Mustang und Indien.
Die gut erhaltene Altstadt mit Tempeln im Pagodenstil ist seit 2008 eine als Weltkulturerbe der UNESCO nominierte Stätte.

## Einwohner
Bei der Volkszählung 2011 hatte die Stadt Tansen 29.095 Einwohner (davon 13.742 männlich) in 8411 Haushalten.